# لوید مارشال
لوید مارشال (به انگلیسی: Lloyd Marshall) ‏(زادهٔ ۴ ژوئن ۱۹۱۴ – درگذشتهٔ ۴ اوت ۱۹۹۷) یک بوکسور نیمه سنگین‌وزن بود که پس از مرگ در ژوئن سال ۲۰۱۰ به عضویت تالار مشاهیر بین‌المللی بوکس درآمد.

## دوران بوکس حرفه ای
مارشال کار خود را در بوکس در سن ۱۷ سالگی آغاز کرد و در سال ۱۹۳۶ طرفداری کرد. در سال ۱۹۴۳ مارشال برای عنوان "نیمه سنگین وزن" مدتی "در برابر جیمی بیوینس جنگید. در طی این دوره، بوینس در راند هفتم ناک اوت شد. مارشال هرگز نتوانست برای یک عنوان رسمی شناخته شده جهانی بجنگد. وی در سال ۱۹۵۱ پس از باخت ناک اوت در برابر باب اولسون و سپس هری متیوز بازنشسته شد.